# Marko Rog
Marko Rog (Zagreb, 19 juli 1995) is een Kroatisch voetballer die doorgaans als middenvelder speelt. Hij verruilde Dinamo Zagreb in juli 2017 voor Napoli, dat hem in het voorgaande seizoen al huurde. Rog maakte in 2014 zijn debuut in het Kroatisch voetbalelftal.
Napoli verhuurde Rog in juli 2019 voor een jaar aan Cagliari, met de afspraak dat de overgang daarna definitief zou worden.

## Clubcarrière
Rog maakte zeventien doelpunten uit dertig wedstrijden voor NK Varaždin. In 2014 tekende hij bij RNK Split. Op 28 juli 2014 debuteerde de aanvallend ingestelde middenvelder voor RNK Split in de Kroatische competitie tegen NK Istra 1961. Op 24 augustus 2014 maakte hij zijn eerste doelpunt in de hoogste Kroatische voetbalklasse tegen Slaven Belupo. Rog had nog een doorlopend contract tot medio 2018 in Split. In zijn laatste seizoen bij RNK Split scoorde Rog zeven goals in 29 wedstrijden.

### Dinamo Zagreb
Rog tekende eind juni 2015 op negentienjarige leeftijd bij de club uit zijn geboortestad, Dinamo Zagreb. Dat betaalde voor Rog ongeveer vijf miljoen euro, waarmee dit de grootste transfer werd in de geschiedenis van de Prva HNL. Rog tekende voor vijf jaar bij de Modri.

### SSC Napoli
Rog werd in augustus 2016 voor een jaar verhuurd aan SSC Napoli. Dat nam hem in juli 2017 definitief over.

## Clubstatistieken
| Seizoen | Club          | Competitie       | Competitie | Competitie | Beker | Beker | Internationaal | Internationaal | Totaal | Totaal |
| Seizoen | Club          | Competitie       | Wed.       | Dlp.       | Wed.  | Dlp.  | Wed.           | Dlp.           | Wed.   | Dlp.   |
| ------- | ------------- | ---------------- | ---------- | ---------- | ----- | ----- | -------------- | -------------- | ------ | ------ |
| 2013/14 | NK Varaždin   | 3. HNL           | 30         | 17         | 1     | 0     | —              | —              | 31     | 17     |
| 2014/15 | RNK Split     | 1. HNL           | 30         | 7          | 7     | 1     | 7              | 1              | 44     | 9      |
| 2015/16 | Dinamo Zagreb | 1. HNL           | 34         | 3          | 4     | 1     | 12             | 2              | 50     | 6      |
| 2016/17 | Dinamo Zagreb | 1. HNL           | 6          | 2          | 0     | 0     | 6              | 3              | 12     | 5      |
| 2016/17 | → Napoli      | Serie A          | 15         | 0          | 2     | 0     | 2              | 0              | 19     | 0      |
| 2017/18 | Napoli        | Serie A          | 28         | 1          | 2     | 0     | 7              | 0              | 37     | 1      |
| 2018/19 | Napoli        | Serie A          | 9          | 1          | 0     | 0     | 2              | 0              | 11     | 1      |
| 2018/19 | → Sevilla FC  | Primera División | 10         | 0          | 0     | 0     | 3              | 0              | 13     | 0      |
| 2019/20 | → Cagliari    | Serie A          | 11         | 1          | 1     | 1     | –              | –              | 12     | 2      |
| Totaal  | Totaal        | Totaal           | 173        | 32         | 17    | 3     | 39             | 6              | 229    | 41     |

Bijgewerkt t/m 10 november 2019

## Interlandcarrière
Rog debuteerde op 12 november 2014 bondscoach Niko Kovač samen met acht anderen in het Kroatisch voetbalelftal, in een oefeninterland tegen Argentinië. Hij viel na 84 minuten in voor Duje Čop. Argentinië won de oefenwedstrijd met 2–1. Andere debutanten namens Kroatië in die wedstrijd waren Lovre Kalinić (Hajduk Split), Ivan Vargić (HNK Rijeka), Marin Leovac (HNK Rijeka), Marko Lešković (HNK Rijeka), Matej Mitrović (HNK Rijeka), Mato Jajalo (HNK Rijeka), Ivan Tomečak (HNK Rijeka en Domagoj Antolić (Dinamo Zagreb). Hij werd opgeroepen in mei 2015 door de Kroatische bondscoach voor de vriendschappelijke wedstrijd tegen Gibraltar en de EK-kwalificatiewedstrijd tegen Italië op respectievelijk 7 juni en 12 juni 2015. Rog viel uiteindelijk af voor de wedstrijd tegen de Italianen, samen met Alen Halilović en Mario Šitum. In augustus 2015 werd de Kroaat opgeroepen door trainer Nenad Gračan voor Jong Kroatië voor de eerste kwalificatiewedstrijden tegen Jong Georgië en Jong Estland in september 2015.
Rog maakte deel uit van de definitieve selectie van Kroatië voor het Europees kampioenschap in Frankrijk. Kroatië werd op 26 juni in de achtste finale tegen Portugal uitgeschakeld na een doelpunt van Ricardo Quaresma in de verlenging.
| Interlands van Marko Rog voor Kroatië | Interlands van Marko Rog voor Kroatië | Interlands van Marko Rog voor Kroatië | Interlands van Marko Rog voor Kroatië | Interlands van Marko Rog voor Kroatië | Interlands van Marko Rog voor Kroatië |
| №                                     | Datum                                 | Wedstrijd                             | Uitslag                               | Soort wedstrijd                       | Doelpunten                            |
| Als speler bij RNK Split              | Als speler bij RNK Split              | Als speler bij RNK Split              | Als speler bij RNK Split              | Als speler bij RNK Split              | Als speler bij RNK Split              |
| ------------------------------------- | ------------------------------------- | ------------------------------------- | ------------------------------------- | ------------------------------------- | ------------------------------------- |
| 1.                                    | 12 november 2014                      | Argentinië – Kroatië                  | 2 – 1                                 | Vriendschappelijk                     |                                       |
| Als speler bij GNK Dinamo Zagreb      |                                       |                                       |                                       |                                       |                                       |
| 2.                                    | 27 mei 2016                           | Kroatië – Moldavië                    | 1 – 0                                 | Vriendschappelijk                     |                                       |
| 3.                                    | 4 juni 2016                           | Kroatië – San Marino                  | 10 – 0                                | Vriendschappelijk                     |                                       |
| 4.                                    | 25 juni 2016                          | Kroatië – Spanje                      | 2 – 1                                 | EK 2016                               |                                       |

Bijgewerkt op 30 augustus 2016.